# Lijst van burgemeesters van Hontenisse
Dit is een lijst van burgemeesters van de voormalige Nederlandse gemeente Hontenisse. Op 1 januari 2003 ging deze gemeente op in de gemeente Hulst.
| Ambtsperiode | Naam burgemeester                                 | Leefde    | Partij of stroming | Bijzonderheden                                                                                       |
| ------------ | ------------------------------------------------- | --------- | ------------------ | --- |
| 1796 - 1797  | Pierre van Waterschoot l'ainé                     | 1751-1820 |                    | agent municipal                                                                                      |
| 1797 - 1798  | Jean François Vervoort                            | 1746-1806 |                    | agent municipal                                                                                      |
| 1798 - 1805  | Jacques Henrij Steffers                           | 1747-1805 |                    | agent municipal, vanaf 1800 maire                                                                    |
| 1805 - 1807  | Corneille Buijsrogge                              | 1759-1816 |                    | maire                                                                                                |
| 1808 - 1816  | Willem Jan Jacobus van Franckenberg en Proschlitz | 1779-1849 |                    | maire, vanaf 1813 schout, tevens inspecteur directe belastingen, later burgemeester van Sas van Gent |
| 1817 - 1831  | Johannes van Waterschoot                          | 1755-1831 |                    | schout, vanaf 1825 burgemeester; broer van Pieter van Waterschoot                                    |
| 1831 - 1834  | Jacob Willem van der Linde                        | 1793-1834 |                    | burgemeester; eerder stadsarchitect van Hulst                                                        |
| 1834 - 1853  | Eduardus Franciscus Noël                          | 1800-1863 |                    | tevens notaris                                                                                       |
| 1854 - 1866  | Judocus Sergeant                                  | 1795-1866 |                    | tevens lid van provinciale staten van Zeeland                                                        |
| 1868 - 1893  | Hendrik Adolf André baron Collot d'Escury         | 1833-1893 |                    | |
| 1893 - 1929  | Karel Jan André Guyon baron Collot d'Escury       | 1858-1929 |                    | was burgemeester van Boschkapelle en Stoppeldijk; zoon van zijn voorganger                           |
| 1929 - 1939  | Robert Joseph Johan Lambooij                      | 1904-1992 |                    | werd burgemeester van Deurne                                                                         |
| 1939 - 1944  | Charles Joan Marie Adriaan van Rooy               | 1912-1996 |                    | |
| 1944         | Cornelis Joos van der Pijl                        | 1911-1989 | NSB                | tevens burgemeester van Hoek                                                                         |
| 1944 - 1945  | Charles Joan Marie Adriaan van Rooy               | 1912-1996 | KVP                | werd burgemeester van Etten-Leur                                                                     |
| 1946 - 1970  | Camille Joseph van Hootegem                       | 1902-1978 | KVP                | was burgemeester van Westdorpe, vanaf 1967 waarnemend                                                |
| 1970 - 1985  | Marinus Somers                                    | 1920-1995 | KVP / CDA          | was burgemeester van Hoedekenskerke                                                                  |
| 1986 - 1991  | Antoine Aleide Louis Guillaume Marie Kessen       | geb. 1947 | VVD                | werd burgemeester van Hulst                                                                          |
| 1991 - 1999  | Thomas Aquinas Maria Steenkamp                    | geb. 1955 | CDA                | werd burgemeester van West Maas en Waal                                                              |
| 1999 - 2003  | Arnoldus Vogelaar                                 | 1942-2010 | CDA                | was burgemeester van Rijnsburg, eerst waarnemend                                                     |